# Francisco Serrano y Domínguez
Francisco Serrano y Domínguez (San Fernando, 17 de diciembre de 1810-Madrid, 25 de noviembre de 1885), duque de la Torre y conde consorte de San Antonio, fue un militar y político español que ocupó los puestos de regente del reino, presidente del Consejo de Ministros y último presidente del Poder Ejecutivo de la Primera República.

## Inicios
Francisco Serrano nació el 17 de diciembre de 1810 en la isla de León (San Fernando, Cádiz), debido a la participación de su padre en las Cortes de Cádiz. Hijo de un destacado militar liberal y con parientes en la nobleza, estudió en el célebre Colegio de Vergara, creado por la Sociedad Bascongada de Amigos del País, y a los doce años inició su carrera militar como cadete del Regimiento de Caballería de Sagunto, pasando en 1829 al Regimiento de Caballería del Príncipe y en 1830, con el grado de subteniente, al Cuerpo de Carabineros de Costas y Fronteras. En 1833 regresó al arma de Caballería, en el Regimiento de Coraceros de la Guardia de Madrid.
Serrano participó de forma destacada en la Primera Guerra Carlista, ascendiendo rápidamente por méritos de combate. Fue ayudante del general Espoz y Mina durante el año 1835, y de su padre, general en jefe de Cataluña, desde el año 1836, obteniendo la Cruz Laureada de San Fernando. Al firmarse el Convenio de Vergara, en 1839, ya era coronel, y al año siguiente ascendió a brigadier.

## Período isabelino
Impulsado por una gran ambición que le llevaría a cambiar de bando según las circunstancias, comenzó su carrera política en julio de 1839 como diputado por Málaga. A partir de septiembre de 1840 colaboró con el general Baldomero Espartero, que le nombró mariscal de campo, aunque tres años después, ocupando la cartera de Guerra, se unió al movimiento liderado por el general Ramón María Narváez que derrocó a aquel como regente. A finales de 1843 fue por unos días el ministro de la Guerra en el gobierno progresista de Salustiano de Olózaga, apartándose luego de la política hasta que en 1845 fue nombrado senador.

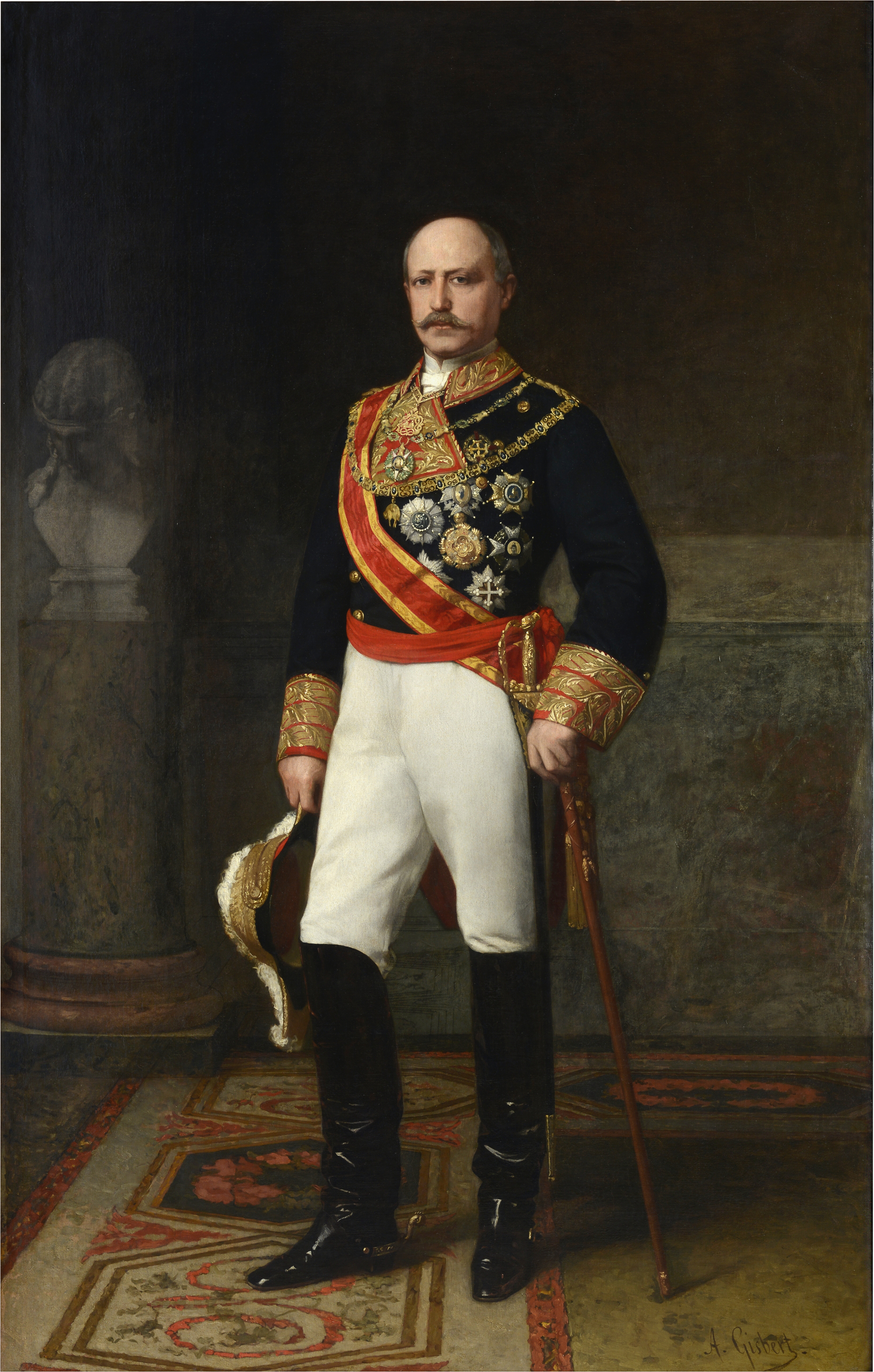
Retrato de Serrano, de Antonio Gisbert.

En este tiempo Serrano se convirtió en el favorito de la reina Isabel II, quien en 1843 había sido declarada mayor de edad a la edad de trece años y tres años después contrajo matrimonio, en contra de su voluntad, con su primo hermano, el infante Francisco de Asís. Su ascendiente en la corte de la joven reina, con quien mantuvo relaciones sentimentales y de la que recibió numerosos favores —por ello era conocido como El General Bonito—, estuvo a punto de provocar una crisis institucional, resuelta en 1848, tras la vuelta de Narváez, cuando el gobierno de Joaquín Francisco Pacheco reconcilió a la reina con su esposo y desplazó a Serrano, designándolo capitán general de Granada, cargo que este solo ocupó unos meses, retirándose posteriormente de la vida pública durante varios años. En este período de su vida viajó a Rusia, donde estudió a fondo su organización militar y próximo a la edad de cuarenta años contrajo matrimonio con su prima Antonia Micaela Domínguez y Borrell de diecinueve años, II condesa de San Antonio, con la que tuvo cinco hijos.
Serrano regresó a la política en 1854, participando en el pronunciamiento militar de la Vicalvarada y apoyando el retorno del general Espartero; en los dos años siguientes ocupó la Dirección General de Artillería y fue embajador español en París.
Entre 1856 y 1868, período dominado por las fuerzas políticas moderadas, contribuyó a formar el partido político de la Unión Liberal, liderado por el general Leopoldo O'Donnell, bajo cuyo gobierno ocupó la Capitanía General de Cuba entre 1859 y 1862. En sus tres años de destino caribeño hizo una gran fortuna permitiendo el tráfico de esclavos, además de contribuir a crear una opción política en la isla que compaginará la pertenencia española de Cuba y la autonomía solicitada por los criollos cubanos, aunque se vio invalidada por la actitud gubernamental en cualquier tema referido a las provincias de Ultramar. Posteriormente obtuvo el Toisón de Oro por la sofocación de la sublevación del Cuartel de San Gil, junto con el título nobiliario de duque de la Torre, con grandeza de España, y fue ministro de Estado con O'Donnell.
En 1867, tras la muerte de O'Donnell, alcanzó la jefatura política de la Unión Liberal. Desde entonces, en un nuevo giro político, participó en la conspiración para destronar a Isabel II, acercándose a los progresistas, liderados por el general Juan Prim, y a los demócratas, razón por la cual fue desterrado a Canarias.

## Sexenio Democrático

### RevoluciónGloriosa
En 1868 encabezó, junto con Prim y el almirante Topete, una revolución (La Gloriosa) que derrocó a la reina, gracias a la decisiva victoria militar en la batalla de Alcolea del 28 de septiembre.

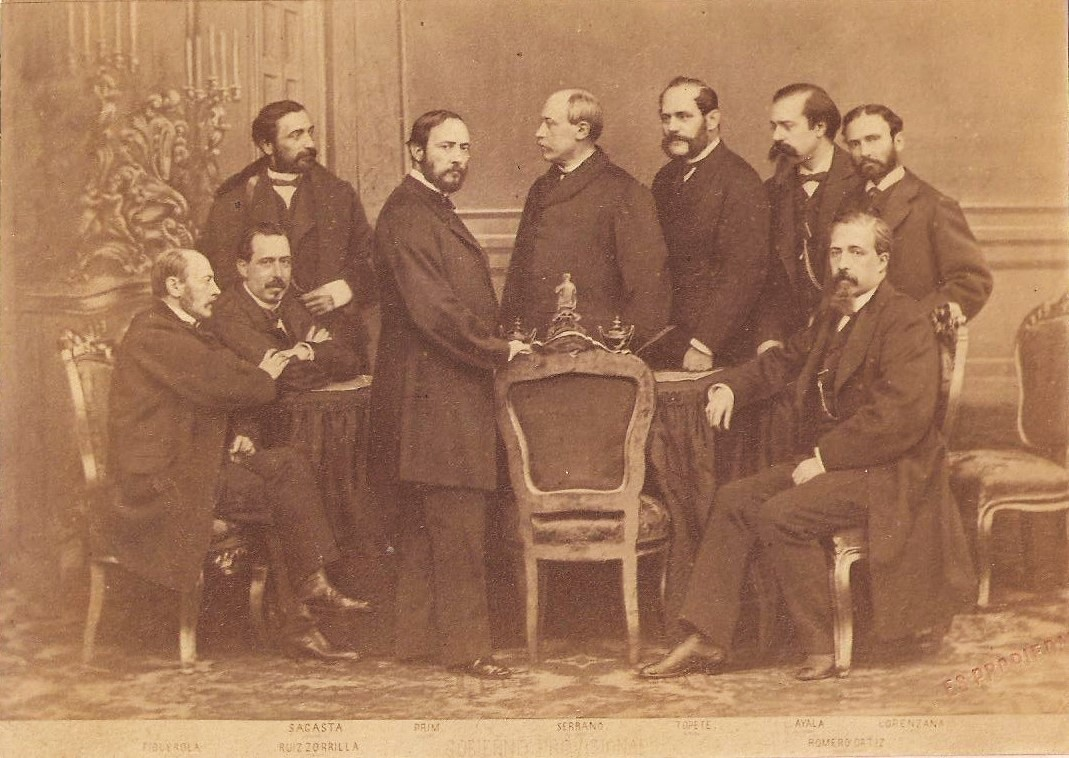
Gobierno Provisional, 1869.

La Junta Provisional Revolucionaria de Madrid le encargó el 3 de octubre la formación de un Gobierno Provisional, que aceptó al día siguiente y que quedó constituido el 8 de octubre. El 25 de febrero de 1869 se le nombró presidente del Poder Ejecutivo. y tras la promulgación de la Constitución de 1869 las Cortes Constituyentes le invistieron con el cargo de regente del Reino. Tras la jura de Amadeo I, volvería a ocupar en dos ocasiones la Presidencia del Consejo de Ministros en 1871 y 1872. Implicado después en diversas maniobras políticas —suscribió el convenio de Amorebieta con los líderes carlistas de Vizcaya, que fue mal recibido por las Cortes Generales, por lo que solicitó a Amadeo I que suspendiese las garantías constitucionales, a lo que se negó el rey—, tras la proclamación de la Primera República pasó a Francia, tras fracasar en su intento de sublevar la Milicia Nacional. 

### Primera República
En 1874 regresó a España poco antes del golpe de Estado del general Pavía, y tras este, aceptó el cargo de presidente del Poder Ejecutivo de la República, y disolvió las Cortes republicanas en 1874, instaurando una especie de dictadura republicana de concentración con talante conservador pero con ciertas aspiraciones liberales. Su ambición era convertirse en el Mac-Mahon español. Serrano gobernó apoyado en la Constitución de 1869, que a su vez era la primera Constitución democrática. Serrano acabó con la rebelión cantonal y levantó el sitio de Bilbao en 1874, dejando a los carlistas prácticamente derrotados. Pero la destrucción de las fuerzas políticas republicanas había abierto el camino para la restauración de los Borbones, precipitada en los días finales de diciembre de 1874 por el pronunciamiento de Martínez Campos en Sagunto.

## Restauración borbónica

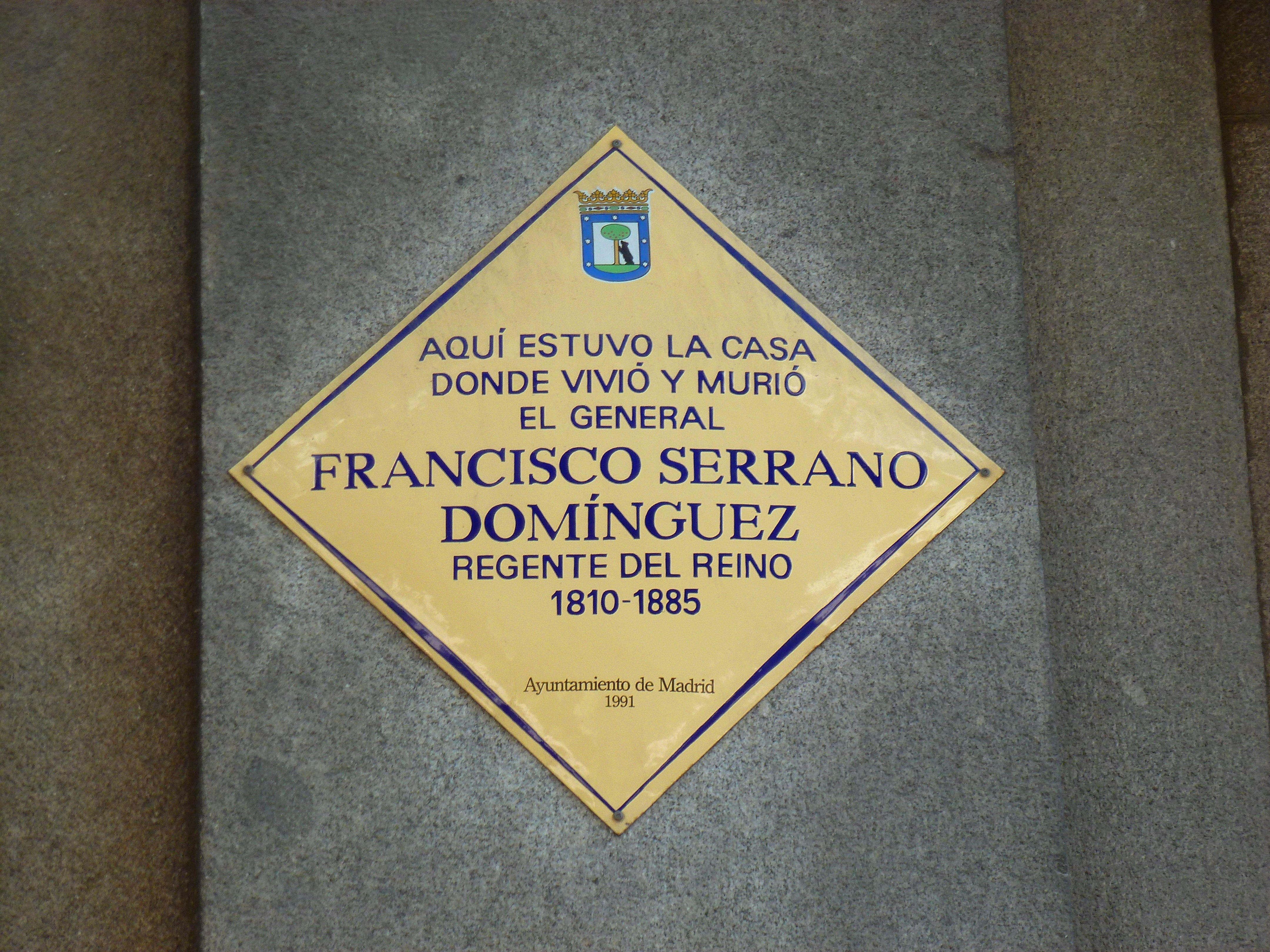
Placa conmemorativa en el número 14 de la calle Serrano de Madrid, nombrada así en honor al general, que vivió y falleció en ella.

Tras reconocer a Alfonso XII como nuevo rey, no pudo adaptarse al nuevo sistema político de partidos ideado por el conservador Cánovas. Aunque fue jefe nominal del Partido Constitucional (germen del futuro Partido Liberal), quedó desairado por el monarca y por Cánovas cuando estos prefirieron a Sagasta como líder liberal —principalmente para alejar a los militares de la política—, razón por la que se escindió con el grupo de la Izquierda Dinástica en 1881, que no tuvo actuación relevante.
Falleció en Madrid el 25 de noviembre de 1885, el mismo día que el rey Alfonso XII.

## Vida personal

Antonia Domínguez y Borrell, condesa de San Antonio, con quien Serrano contrajo matrimonio en 1850.

En 1850, Serrano se casó con su prima hermana, Antonia Micaela Domínguez y Borrell, nacida en Cuba e hija de los condes de San Antonio. Antonia era hija de un hermano de la madre del general. Tuvieron cinco hijos: Concepción, Francisco, Josefa, Ventura y Leopoldo.
El general no estuvo exento de polémicas durante su mandato. De él se decía que mantenía relaciones con la reina Isabel II, que lo llamaba «el general bonito».

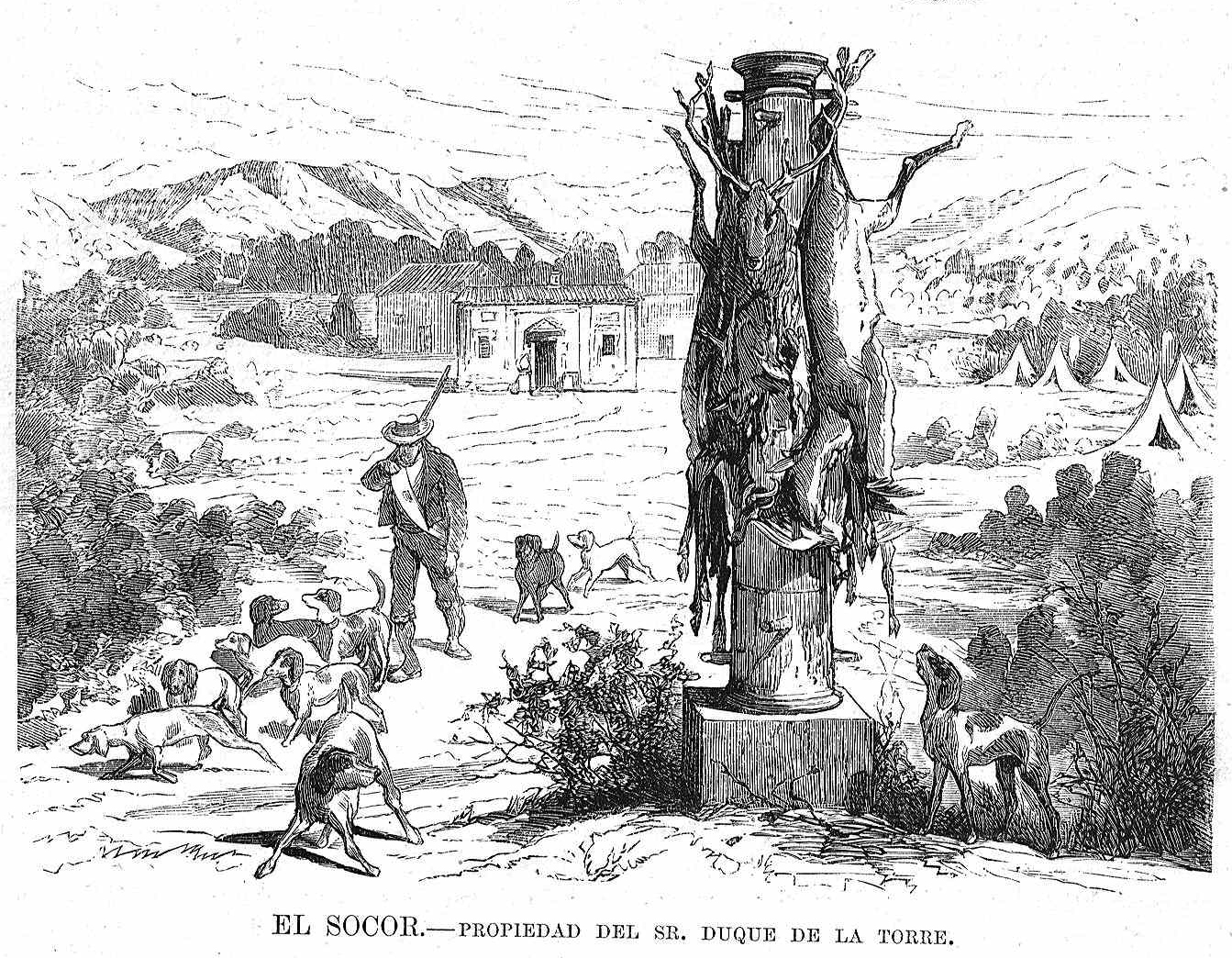
«El Socor.—Propiedad del sr. duque de la Torre» (1875).

Fue un gran aficionado a la caza, que practicó hasta su vejez en su finca cordobesa El Socor. La carretera A-420, que une Cardeña y Venta del Charco, fue construida entre 1879 y 1882 para que Serrano pudiera viajar desde Andújar hasta su finca.

## Títulos y tratamientos
Esta tabla aún no está actualizada. Puedes contribuir aportando información sobre títulos y tratamientos de esta persona.